# ドイツ表現主義

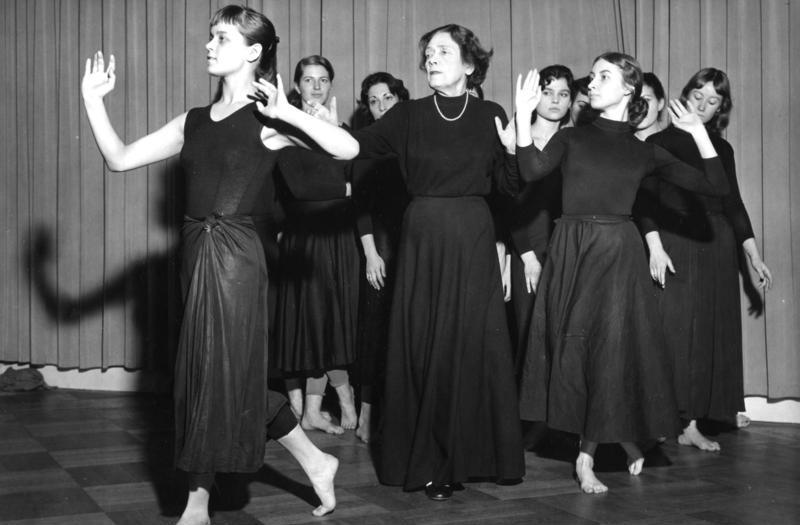
ドイツ表現主義舞踊の代表格マリー・ウィグマン

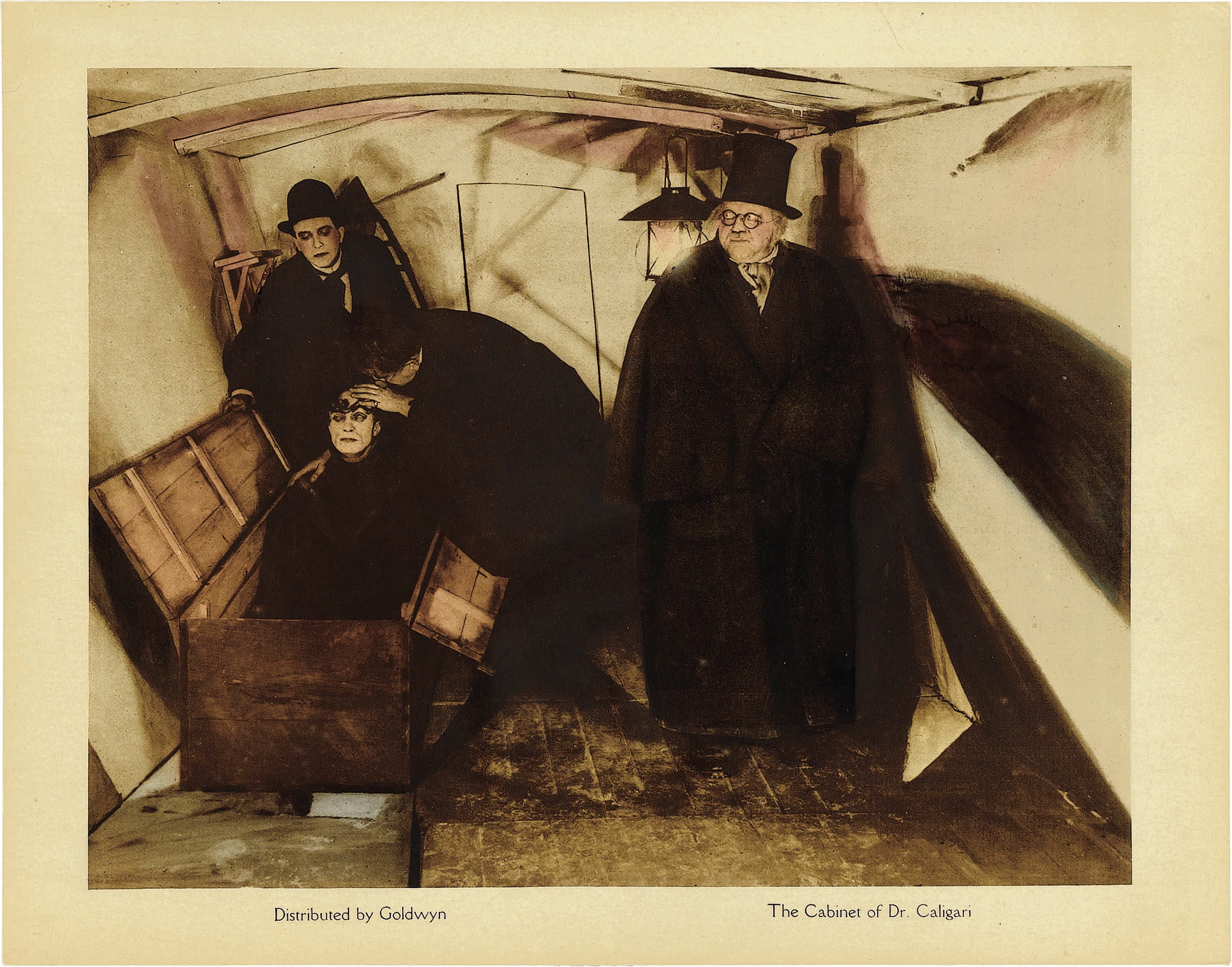
映画「カリガリ博士」

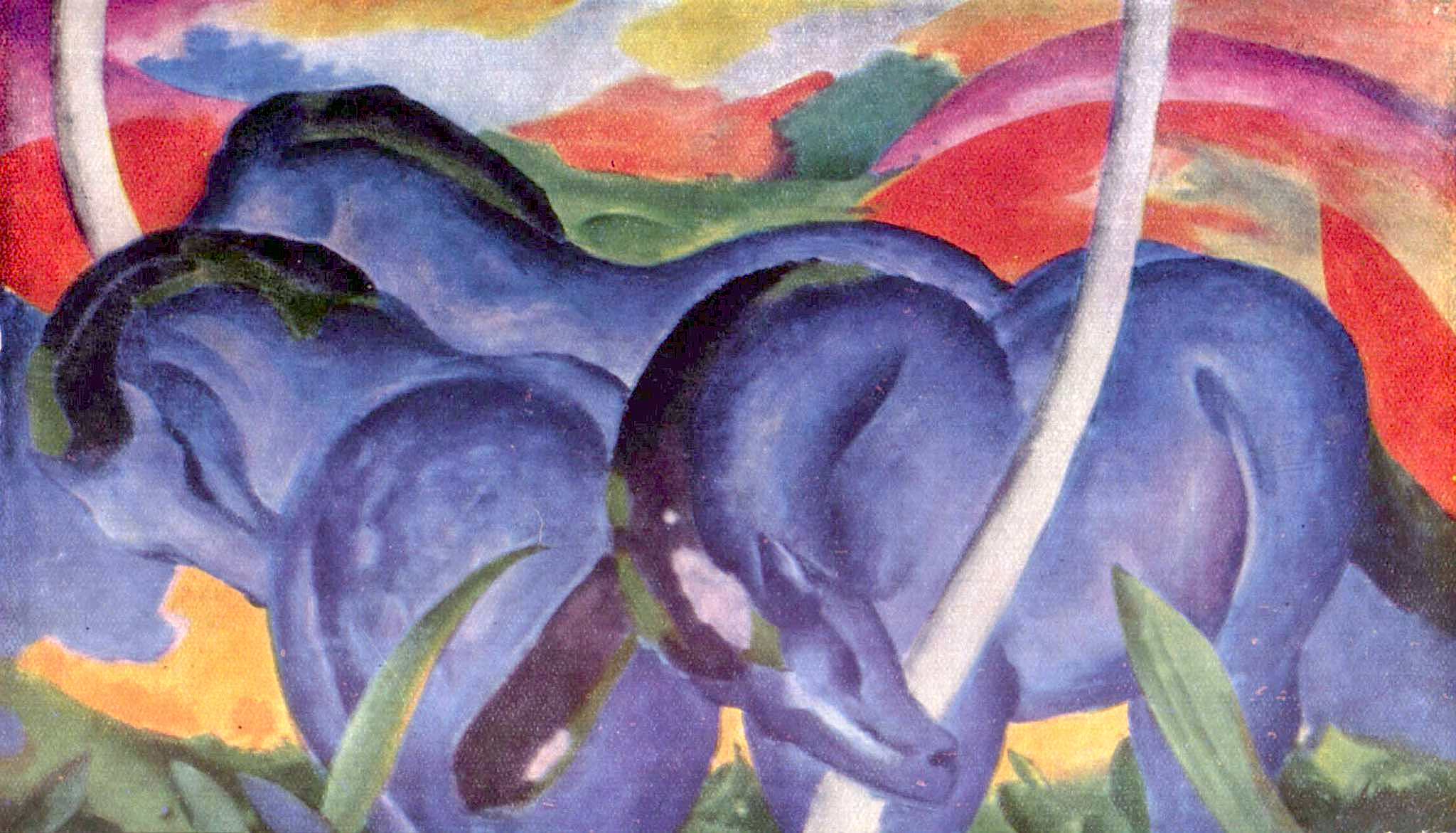
フランツ・マルク「小さな青い馬」

ドイツ表現主義（ドイツひょうげんしゅぎ、英: German Expressionism）は、ドイツにおいて第一次世界大戦前に始まり1920年代に最盛となった芸術運動で、客観的表現を排して内面の主観的な表現に主眼をおくことを特徴とした。建築、舞踊、絵画、彫刻、映画、音楽など各分野で流行し、「黄金の20年代」と呼ばれたベルリンを中心に花開いた。日本を含む世界各地の前衛芸術に影響を与え、現代芸術の先駆となった。

## 概要
ドレスデン（ドイツ帝国時代のザクセン王国）で1905年に、エルンスト・ルートヴィヒ・キルヒナーらの前衛絵画グループ「ブリュッケ」が生まれ、ドイツ表現主義と言われる運動の起点になった（表現主義の項目を参照のこと）。表現主義（Expressionism）は印象主義（Impressionism）に対する言葉で、不安の感情などを表現している。1911年にはミュンヘンでカンディンスキーやフランツ・マルク芸術家グループ「青騎士」が生まれ、彫刻や音楽などにも広がっていった。建築においても、メンデルゾーンのアインシュタイン塔などの作品がある。ドイツ表現主義の主な作家・作品については以下のカテゴリーを参照。
- ドイツ表現主義の画家
- ドイツ表現主義の映画
- ドイツ表現主義の舞踊
- ドイツ表現主義の文筆家
- ドイツ表現主義の劇作家

ドイツ古典主義の美術を模範とするナチス・ドイツ時代には、「退廃芸術」の一つと規定され、激しい弾圧を受けた。ヴァイマル文化の項参照。

## 「ドイツ表現主義」「ドイツ表現派」という呼び方について
日本においては、単なる「表現主義」（「表現派」）ではなく「ドイツ表現主義」（「ドイツ表現派」）という言い方がなされることがあるが、これがどのような経緯で使われるようになったかについて明確に記載している文献は存在しない。ただ、 第二次世界大戦前から日本で「ドイツ表現派」という呼び方が用いられていたことを示す、次のような文献が存在する。
1. 大正11年（1922年）11月雑誌『解放』：山岸光宣「独逸表現派の社会革命劇　トルレルの『転変』を中心として」
2. 大正12年（1923年）1月3日-2月2日『東京朝日新聞』：田中總一郎「独逸表現派戯曲家」

なお、『カラー版20世紀の美術』（監修・末永照和、美術出版社、2000年）においては、見出しにおいて（「ドイツ表現主義」という表現ではなく）「ドイツの表現主義」という表現を用いている（11ページ）。

## ドイツ表現主義（映画）
ドイツ表現主義映画の代表作としては『プラーグの大学生』、『カリガリ博士』、『ゲニーネ』、『巨人ゴーレム』、『死滅の谷』、『吸血鬼ノスフェラトゥ』、『ファントム』、『メトロポリス』、『M』などがある。

## 関連書籍
- 早崎守俊『ドイツ表現主義の誕生』三修社、1996 年
- 神林恒道・編『ドイツ表現主義の世界：美術と音楽をめぐって』法律文化社、1995年
- 土肥美夫『ドイツ表現主義の芸術』岩波書店、1991 年